# Brignoliella bicornis
Espèce
Synonymes
- Paculla bicornis Simon, 1893

Brignoliella bicornis est une espèce d'araignées aranéomorphes de la famille des Tetrablemmidae.

## Distribution
Cette espèce est endémique des Philippines.

## Description
Le mâle et la femelle décrits par Simon en 1893 mesurent 2,5 mm.

## Publication originale
- Simon, 1893 : Études arachnologiques. 25e Mémoire. XL. Descriptions d'espèces et de genres nouveaux de l'ordre des Araneae. Annales de la Société Entomologique de France, vol. 62, p. 299-330 (texte intégral).